# الفلوس (فلم)
الفلوس، فيلم مصري من إنتاج عام 1945.

## قصة الفيلم
يموت الوالد تاركًا ابنه «كمال» وابنته «سلمى»؛ في رعاية أخيهما الأكبر الذي تسيطر عليه زوجته تمامًا فتعامل أخويه معاملة قاسية بينما تعامل ابنتها «فيفي» بتدليل يجعل منها فتاة مستهترة، يحدث أن تطرد زوجة الأخ كمال وسلمى من منزلها فيسافر الأخوان للبحث عن عمل وتجد سلمى عملاً كمصورة في جريدة، تتوطد علاقاتها داخل الجريدة حتى تحصل على عمل في أحد المسارح لكمال حيث أنه يهوى الغناء، يعرف كمال عن مدير المسرح استهتاره، تنجح سلمى وكمال في حياتهما العملية، بينما تظل فيفى ابنة أخيهما على خلاعتها واستهتارها مما يجعلها تحاول الوقيعة بين سلمى وكمال، فتقنع كمال بأن وظيفته في المسرح جاءته من خلال علاقة سلمى بمدير المسرح ويثور كمال ويحاول قتل مدير المسرح إلا أن سلمى تبحث في صورها الصحفية عن صورة لمدير المسرح مع فتاة خليعة فتكتشف أنها فيفي وتظهر الحقيقة أمام كمال فيعتذر لأخته سلمى بينما يتوارى أخوهما الأكبر وزوجته وابنتها فيفى ورا قناع الخزى والغار.

## الممثلون
- عزيزة أمير
- محمود ذو الفقار
- روحية خالد
- محمد سلمان
- بشارة واكيم
- حسن فايق
- عبد الوارث عسر
- سعاد أحمد
- عبد الحميد زكي
- عبد المنعم إسماعيل
- سعيد أبو بكر
- سامية رشدي
- نبوية مصطفى

## وصلات خارجية
- مقالات تستعمل روابط فنية بلا صلة مع ويكي بيانات
- صفحة الفيلم على موقع السينما